# Sophia Parnok
Sophia Parnok (en russe : Софи́я Я́ковлевна Парно́к, Sofia Iakovlevna Parnok), née le 30 juillet 1885 (11 août dans le calendrier grégorien) à Taganrog (Empire russe) et morte le 26 août 1933 à Karinskoïe (oblast de Moscou, URSS), est une poétesse et traductrice russe. Surnommée la « Sappho russe », elle aurait écrit les premiers poèmes lesbiens de la littérature russe et son amitié avec Marina Tsvetaïeva a inspiré à cette dernière le recueil L'Amie,

## Biographie

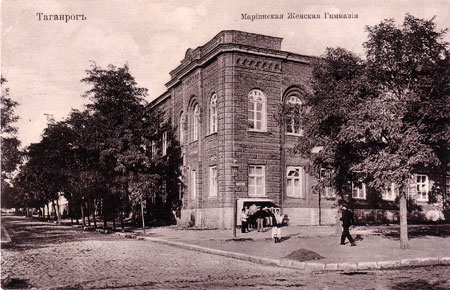
Le lycée Marie.

Sophia Parnok naît dans une famille juive russifiée. Son père, Iakov Solomonovitch Parnokh, est pharmacien et sa mère, née Alexandra Abramovna Idelsohn, a fait des études de médecine. Elle meurt peu après avoir donné naissance à ses jumeaux Valentin et Elisabeth. Sophia Parnok est la sœur de Valentin Parnakh (l'une des personnalités les plus importantes de « l’âge d’argent », maître de l’art avant-gardiste européen des années 1920, fondateur du jazz russe et soviétique) et d'Elizaveta Tarakhovskaïa (poète et écrivain). Le remariage de leur père avec la gouvernante des enfants rend difficile la vie de famille pour Sophia.

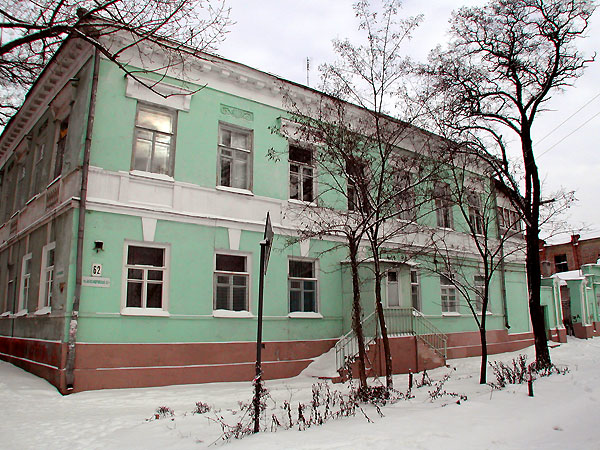
La maison natale de Sophia Parnok.

Après avoir fréquenté le lycée Marie (en) de Taganrog, qu'elle termine avec  une médaille d'or (1894-1903) Sophia Parnok étudie pendant un an au conservatoire de Genève en Suisse, puis suit les cours Bestoujev, établissement d'enseignement universitaire destiné aux jeunes filles, le premier de la sorte en Russie impériale. Elle publie ses premiers poèmes en 1906. Elle se marie en 1907 à la synagogue avec l'écrivain et dramaturge Wladimir Wolkenstein (1883-1974), mais s'en sépare rapidement en 1909, année où elle se convertit à l'orthodoxie. Elle s'adonne ensuite à des liaisons exclusivement féminines.
À partir de 1913, elle collabore au journal Écrits du Nord où elle publie ses poèmes et des traductions du français, ainsi que des critiques littéraires sous le pseudonyme d'Andreï Polianine. Elle reconnaît le talent des acméistes (bien qu'elle s'en détourne), s'intéresse à l'œuvre des poètes de l'Âge d'argent (Mandelstam, Akhmatova, Khodassevitch, Severianine, etc.) et s'oppose à Valéri Brioussov. Elle fait la connaissance de Marina Tsvetaïeva en 1914 et cette amitié ardente se poursuit jusqu'en 1916. Le premier recueil de poèmes de Parnok paraît à Pétrograd en 1916 et reçoit un accueil favorable de la critique.
En 1917, elle fuit la révolution à Soudak en Crimée (encore tenue par les Blancs) et où elle demeure jusqu'au début des années 1920. Parmi les amis de cette période, l'on peut citer Maximilian Volochine, et les sœurs Herztyk, Adélaïde et Eugénie, également poétesses toutes les deux. C'est en Crimée qu'elle fait la connaissance du compositeur Alexandre Spendarian (Spendiarov), pour lequel elle écrit une de ses œuvres les plus connues, le livret de son opéra Almast, où elle se serait inspiré d'un poème de Toumanian.
Elle s'installe ensuite à Moscou où elle gagne sa vie en tant que traductrice du français et fonde un groupe de poètes, le Cercle lyrique. Elle fait paraître quatre recueils de poésies à Moscou : Les Roses des Piérides (1922), Le Pampre (1923), Musique (1926) et À mi-voix (1928). Ce dernier est publié en deux cents exemplaires. Elle poursuit une carrière de critique littéraire dans ces années post-révolutionnaires. C'est la première à nommer Quadrige, les quatre poètes post-symbolismes russes  Marina Tsvetaïeva, Anna Akhmatova, Ossip Mandelstam et Boris Pasternak dans son article de 1923 Boris Pasternak et les autres, mais elle-même n'appartient à aucun groupe littéraire de cette époque.
La première de l'opéra Almast se tient au Bolchoï de Moscou, le 24 juin 1930, et rencontre un succès triomphal.
Par la suite, avec la montée de la répression stalinienne, Parnok est privée du droit de publier. Elle survit grâce à ses activités de traductrice. Elle meurt d'une crise cardiaque le 26 août 1933 dans la banlieue moscovite entourée de Nina Vedeneyeva et Olga Tsuberbiller. Elle est enterrée au cimetière de la Présentation en présence de Pasternak et de Speth.  
Elena Frolova a chanté quelques-uns de ses poèmes.

### Source de la traduction
- (en) Cet article est partiellement ou en totalité issu de l’article de Wikipédia en anglais intitulé « Sophia Parnok » (voir la liste des auteurs).

- (ru) Cet article est partiellement ou en totalité issu de l’article de Wikipédia en russe intitulé « Парнок, София Яковлевна » (voir la liste des auteurs).